# Guatteria ouregou
Espèce
Statut de conservation UICN

 LC  : Préoccupation mineure
Synonymes
Selon GBIF (16 mars 2022) :
- Cananga ouregou Aubl. - Basionyme
- Cananga ouregou subsp. ouregou Aubl.
- Cymbopetalum obtusiflorum (DC. ex Dunal) Baill.
- Guatteria crassipetala (Dunal) DC.
- Guatteria crassipetala (Dunal) DC. ex Lemée
- Guatteria podocarpa DC.
- Guatteria podocarpa DC. ex Dunal
- Guatteria podocarpa subsp. podocarpa DC. ex Dunal
- Guatteria podocarpa subsp. podocarpa DC. ex Dunal
- Guatteria podocarpa var. oligocarpa DC.
- Guatteria podocarpa var. podocarpa DC., 1817
- Guatteria podocarpa var. polycarpa DC.
- Unona acuminata DC. ex Dunal
- Unona crassipetala Dunal
- Unona crassipetala subsp. crassipetala Dunal
- Unona fuscata DC.
- Unona fuscata DC. ex Dunal
- Unona fuscata subsp. fuscata DC. ex Dunal
- Unona fuscata subsp. fuscata DC. ex Dunal
- Unona monosperma Lam.
- Unona pachypetala Spreng.
- Unona pachypetala subsp. pachypetala Spreng.
- Uvaria monosperma Lam.
- Uvaria ouregou (Aubl.) Raeusch.

Selon tropicos :
- Cananga ouregou Aubl. - Basionyme
- Guatteria ouregou var. latifolia Sagot
- Guatteria podocarpa DC.
- Guatteria podocarpa DC. ex Dunal
- Guatteria podocarpa var. oligocarpa DC.
- Guatteria podocarpa var. polycarpa DC.
- Unona crassipetala Dunal
- Unona fuscata DC. ex Dunal
- Unona pachypetala Spreng.
- Uvaria monosperma Lam.

Guatteria ouregou est une espèce de plantes à fleurs de la famille des Annonaceae. C'est un petit arbre endémique de Guyane, connu en Guyane sous les noms de Corossol sauvage (Créole), Ɨwi (Wayãpi), Kiriksau (Palikur), Mamanyaoué, Mamanyaoui, Mamayawé (Nenge tongo), Ouregou (anciennement chez les Galibi).

## Description
Guatteria ouregou se caractérise par la combinaison de poils bruns et dressés sur la plupart des parties végétatives, ses monocarpes relativement grands et ses pétales de couleur orange à jaune-orange.
Il s'agit d'un arbre haut de 2-10(-15) m pour 2,5-15 cm de diamètre.
Les jeunes rameaux sont densément couverts de poils dressés, de couleur brun foncé, atteignant jusqu'à 2 mm de long, et devenant rapidement glabres.
Les feuilles comportent un pétiole long de 3-6 mm pour 1-3 mm de diamètre.
Le limbe, de forme étroitement elliptique, mesure 14-28 x 4-8 cm (indice foliaire 2.3-3.5), de texture chartacée, non verruqueuse, à base obtuse, parfois aiguë, avec un apex acuminé (acumen long de 5-15 mm)
La face supérieure est terne, de couleur brunâtre, parfois grisâtre, glabre (sauf quelques poils le long de la nervure primaire).
La face inférieure est de couleur brune, assez densément couverte de poils dressés, brun foncé en dessous, devenant rapidement glabre, sauf pour les nervures primaires et secondaires.
La nervure primaire est imprimée sur les deux faces, et porte 11-15 paires de nervures secondaires distinctes, imprimées au-dessus, formant des boucles distantes de la marge d'au moins 3-5 mm.
Les nervures tertiaires sont plates à légèrement surélevées au-dessus, percurrentes à réticulées.
Les inflorescences, comportant à 1(-3) fleurs, se développent à l'aisselle des feuilles ou sur des rameaux aphylles.
Le pédicelles est long de 10-20 mm pour 1-1,5 mm de diamètre (atteignant 15-25 mm de long pour 1,5-3,5 mm de diamètre lors de la fructification), densément recouverts de poils érigés, marron foncé ateignant environ 2 mm de long (articulés à 0,2-0,5 de leur base).
On compte 4-6 bractées rapidement caduques : la plus basse est très largement à transversalement ovale et longue de 1-1,5 mm, la moyenne serait elliptique et longue d'environ 2 mm, et la bractée supérieure n'a pas été vue.
Les boutons de fleurs sont de forme déprimée et ovoïde.
Les sépales sont libres, de forme largement ovés-triangulaires, mesurant 6-10 x 5-8 mm, finalement réfléchis, à face externe verruqueuse, densément couverte de poils dressés, brun foncé, atteignant jusqu'à 2 mm de long, devenant rapidement clairsemés.
Les pétales sont de couleur orange ou jaune-orange in vivo, de forme oblongue-elliptique à étroitement triangulaire, mesurent 15-35 mm par 6-12 mm, avec la face externe densément couverte de poils apprimés.
Les étamines, longues de  1,5-2 mm, portent un bouclier connectif papillaire.
On compte 20-40 monocarpes, d'abord verts, puis devenant rouge vineux à noir in vivo (noirs au séchage), de forme ellipsoïdes, mesurant 8-15 x 5-10{-14} mm, subglabres, à sommet arrondi à légèrement apiculé (apiculum < 1 mm de long), à paroi épaisse de 0,3-0,6 mm, portés par un stipemesurant environ 15-35 x 1 mm.
Les graines mesurent 8-10 x 5-6 mm, sont de forme ellipsoïde, de couleur brun foncé, piquées à cannelées transversalement, avec un wikt:raphé non distinct du reste de la graine.

## Répartition
On rencontre Guatteria ouregou uniquement en Guyane (endémique).

## Écologie
Guatteria ouregou croît dans les forêts anciennes ou secondaires non inondées, sur des sols latéritiques à sableux, autour de 0 à 200 m d'altitude. Il fleurit de septembre à mars et fructifie de septembre à février.

## Utilisations
Guatteria ouregou contient des alcaloïdes comme la gouregine , et dont certains présentent des propriétés anti-corrosives.

## Protologue

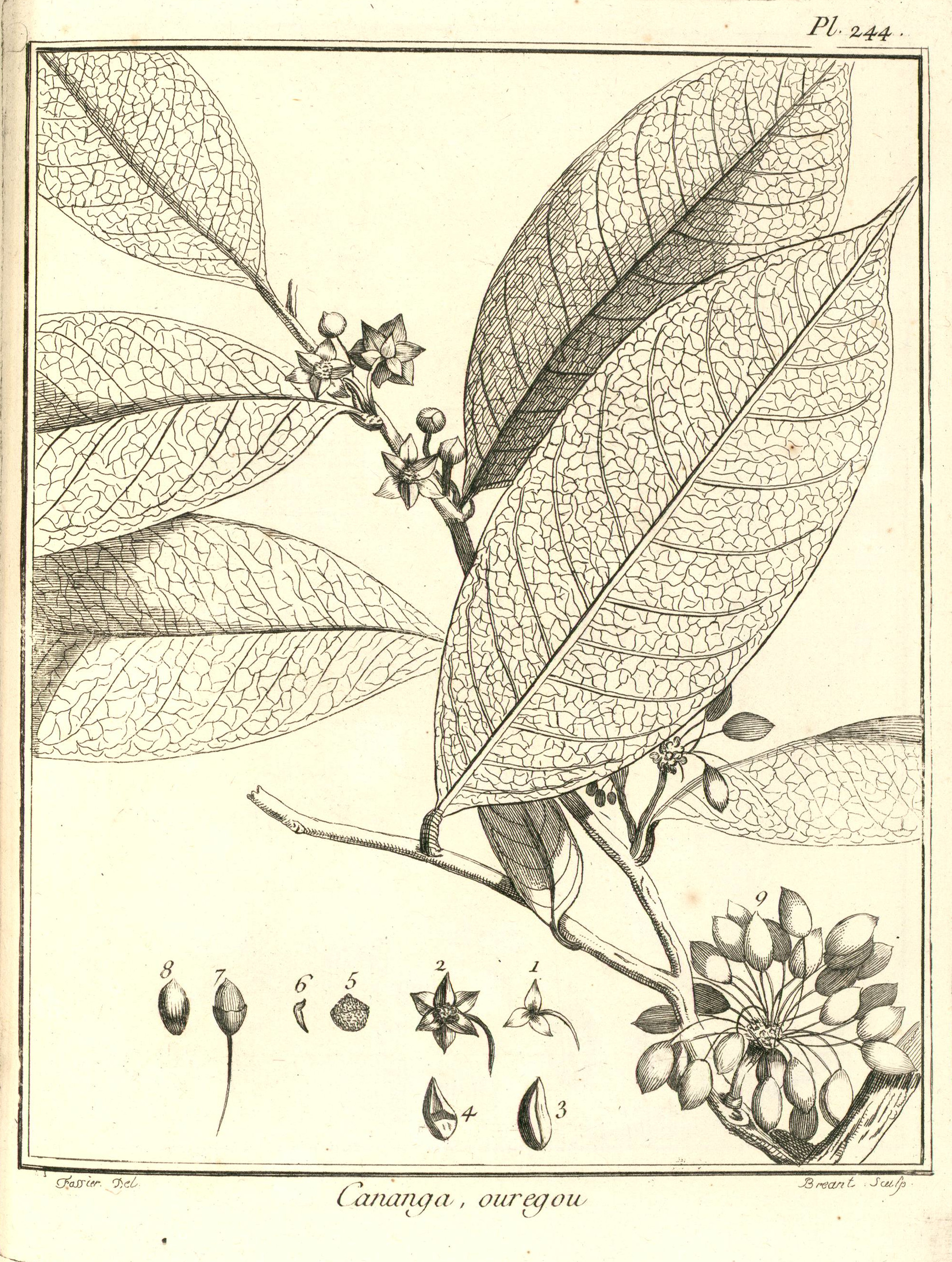
Guatteria ouregou par Aublet (1775)
Explication de la Planche deux cent quarante-quatrième : 1. Calice. - 2. Corolle épanouie. - 3.4. Pétale vue par le côté. - 5. Étamines. Piſtil. - 6. Étamine ſéparée. - 7. Capſule. - 8. Semence. - 9. Grouppe de capſules qui s'élèvent du ſupport des ovaires

En 1775, le botaniste Aublet décrit cette plante pour la première fois et propose la diagnose suivante : 

« CANANGA Ouregou. (Tabula 244.)
Arbor trunco quinquaginta-pedali, in ſummitate ramoſo ; ramis rectis & declinatis, undique ſparſis, ramulis folioſis. Folia alterna, ovato-oblonga, acuta, glabra, integerrima, ſupernè viridia, infernè ſerruginea, brevi petiolata. Flores axillares, ſolitarii, bini aut termi, pedunculo brevi inſidentes. 

Lignum, folia trita, fruftus maſticatus, odorem aromaticum exhalant. 

Florebat, fructumque ferebat Decembri. 

Habitat in ſylvis remotis Sinémarienſibus.

Nomen Caribæum OUREGOU.
[…]
L'OUREGOU.
Le tronc de cet arbre s'élève a cinquante pieds & plus, ſur deux pieds de diamètre. Son Écorce eſt liſſe, cendrée, marquée de taches rouſſâtres. Son bois eſt blanchâtre, dur & compacte, légèrement aromatique. Il pouſſe à ſon ſommet de groſſes branches, les unes droites, & d'autres inclinées qui ſe répandent en tons ſens. Ces branches ſe partagent en rameaux garnis de feuilles alternes, liſſes, entières, ovales, terminées par une longue pointe, vertes en deſſus, & jaunâtres en deſſous. Leur pédicule eſt court, épais, convexe en deſſous, creuſé en gouttiere en deſſus. Les plus grandes ont dix pouces de longueur, ſur trois & demi de largeur. 

Les fleurs naiſſent aux aiſſelles des feuilles au nombre de deux ou de trois, & quelquefois il ne sen rencontre qu'une ſeule. Leur pédoncule eſt court. 

Le calice de la fleur eſt à trois lobes épais, courts, larges & aigus, de couleur verte dorée. 

La corolle eſt a ſix pétales, trois extérieurs & trois intérieurs, verts, épais, charnus & aigus, attaches au ſupport des étamines & des ovaires. Les trois pétales extérieurs ſont plus longs & plus grands. 

Les étamines ſont en grand nombre, preſſées les unes contre les autres, recouvrant en partie les ovaires. Leurs filets ſont très courts. 

Les anthères ſont longues et rouſſâtres.

Le piſtil eſt compoſé d'un grand nombre d'ovaires arrondis, termines par un stigmate verdâtre & obtus. 

Les ovaires deviennent autant de capsules jaunâtres, ovoïdes & aiguës, portées ſur un long pédoncule qui s'élève d'un ſupport commun auquel étoient attaches les étamines & les pétales. 

Les capſules renferment une ſeule semence liſſe, rouſſâtre, ovoïde, enveloppée d'une membrane fine. Cette ſemence eſt attachée au fond de la Capſule. 

J'ai compté juſqu'à quarante-huit capſules ſur le même ſupport ou réceptacle. 

On a repréſenté les fleurs, les fruits & leurs parties détachées de grandeur naturelle. 

Cet arbre eſt nommé OUREGOU par les Galibis. Il croît dans les grandes forêts de la Guiane qui ſont à quarante lieues du bord de la mer. 

Il étoit en fleur & en fruit dans le mois de Décembre. 

Les feuilles & les fruits mâchés ont une faveur piquante & légèrement aromatique. 

Cet arbre diffère des deux Cananga décrits & figurés par Rumph. dans ſon Herb. Amboïn, tom.2. pag. 197. tab. 65 & 66. »

— Fusée-Aublet, 1775.

## Galerie

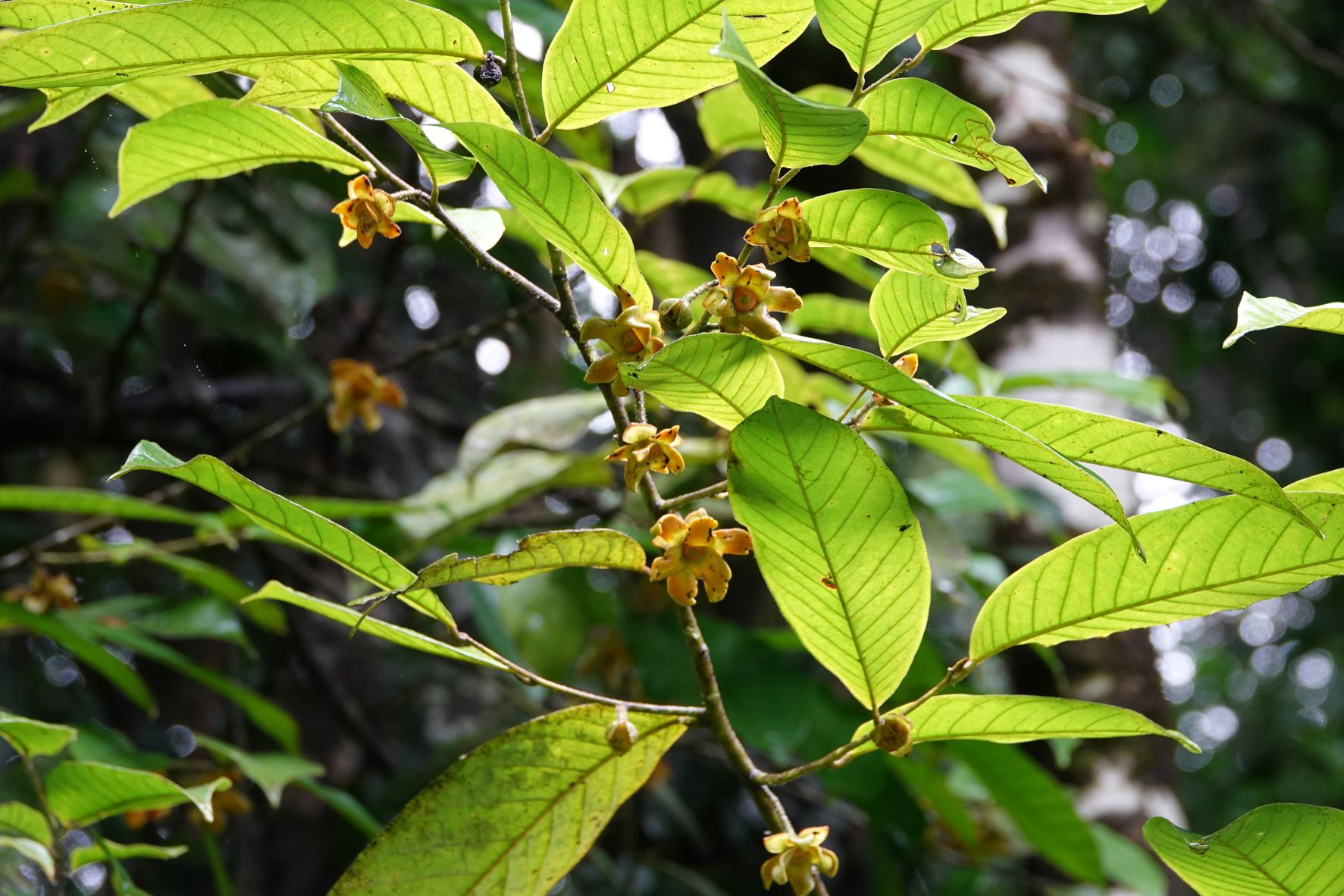
rameau fleuri de Guatteria ouregou à la Réserve naturelle régionale Trésor (Guyane)
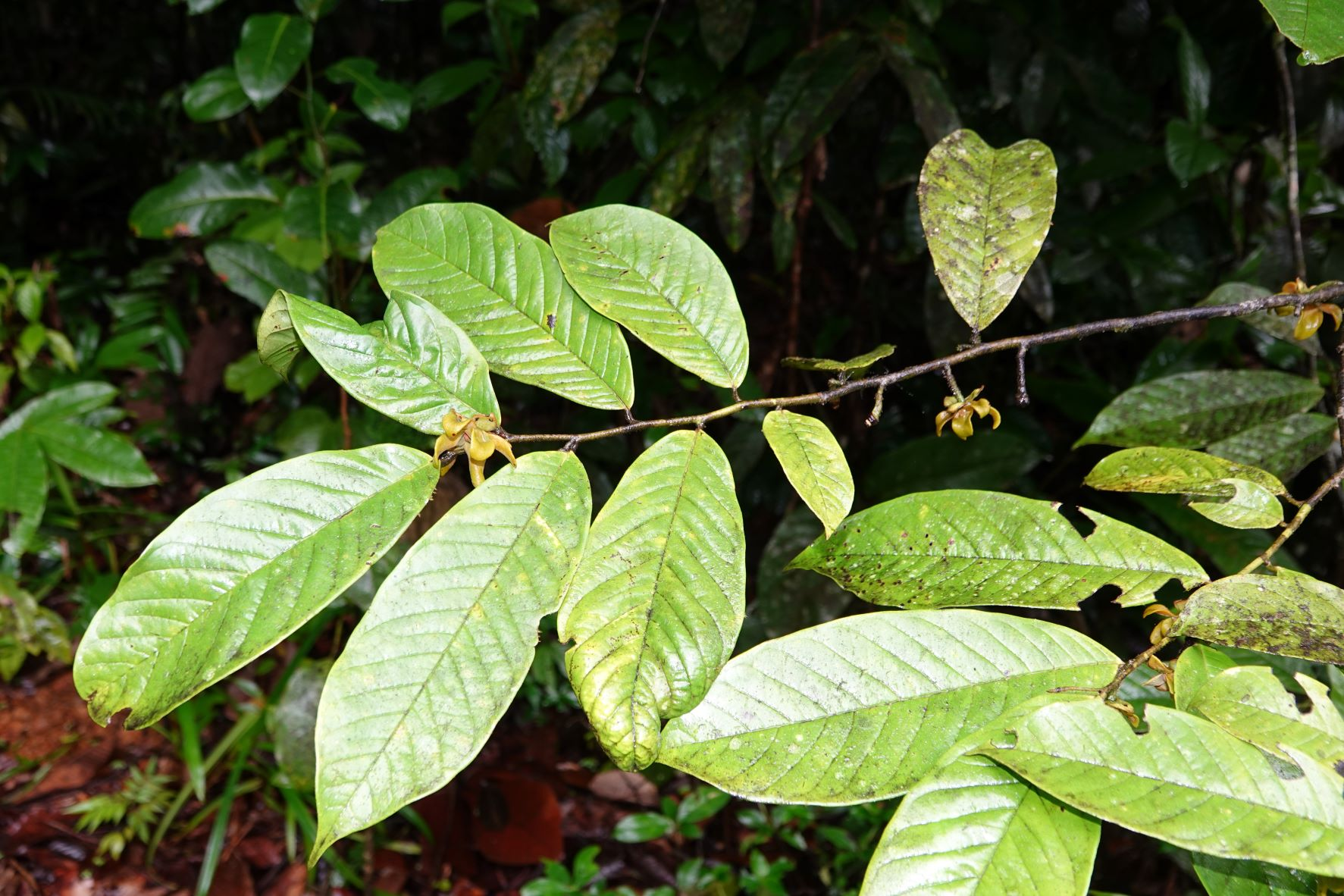
rameau fleuri de Guatteria ouregou
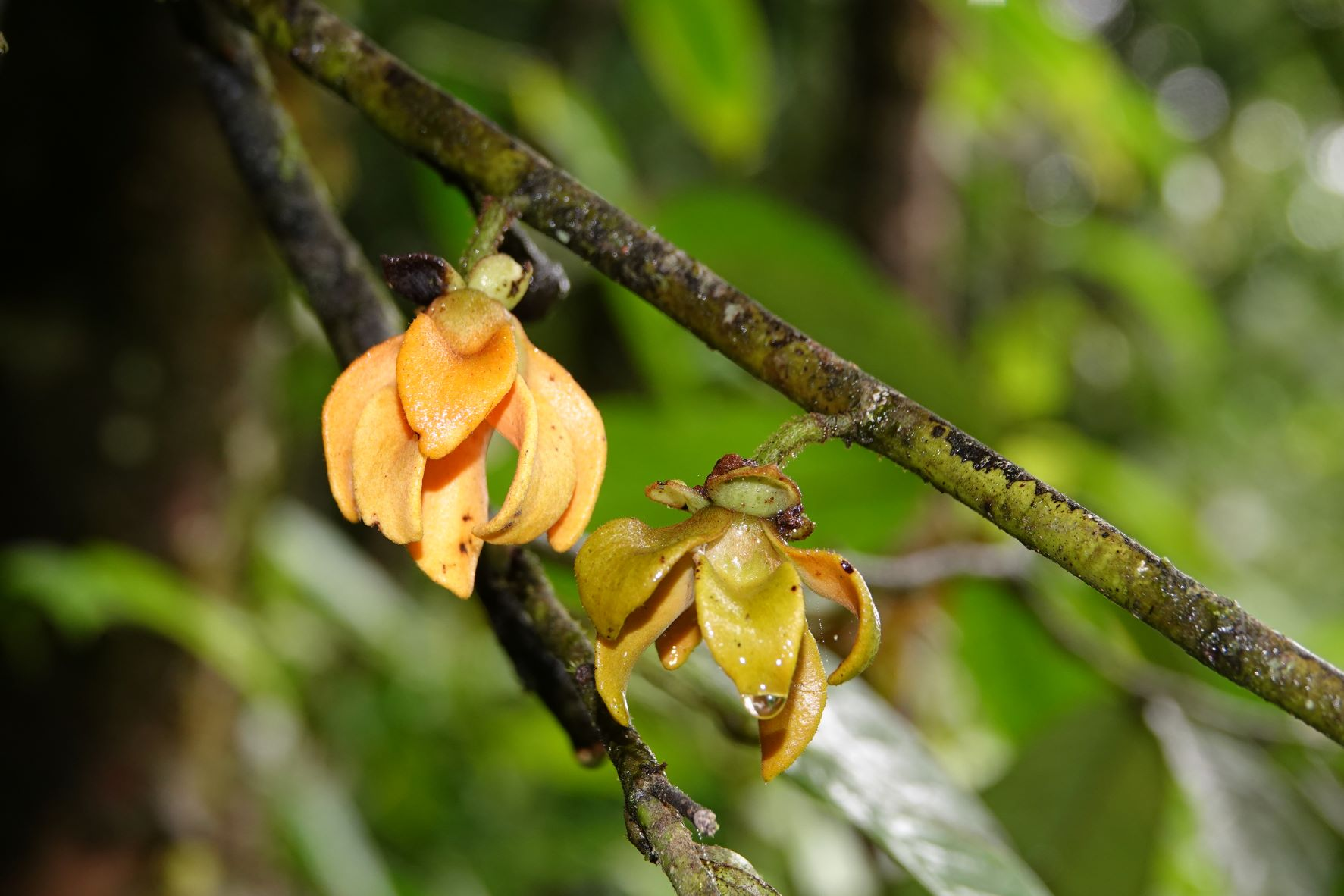
fleurs de Guatteria ouregou
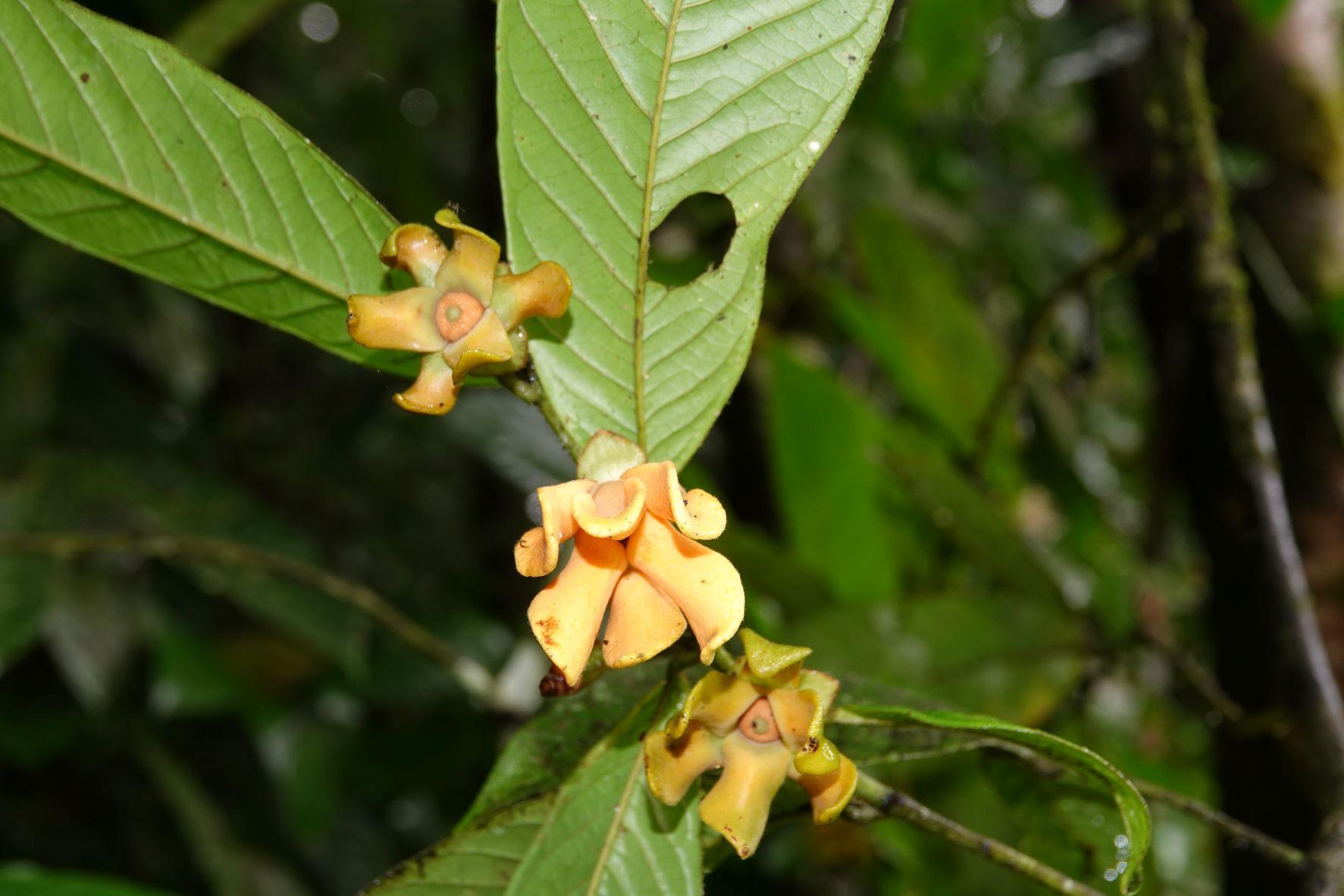
fleurs de Guatteria ouregou
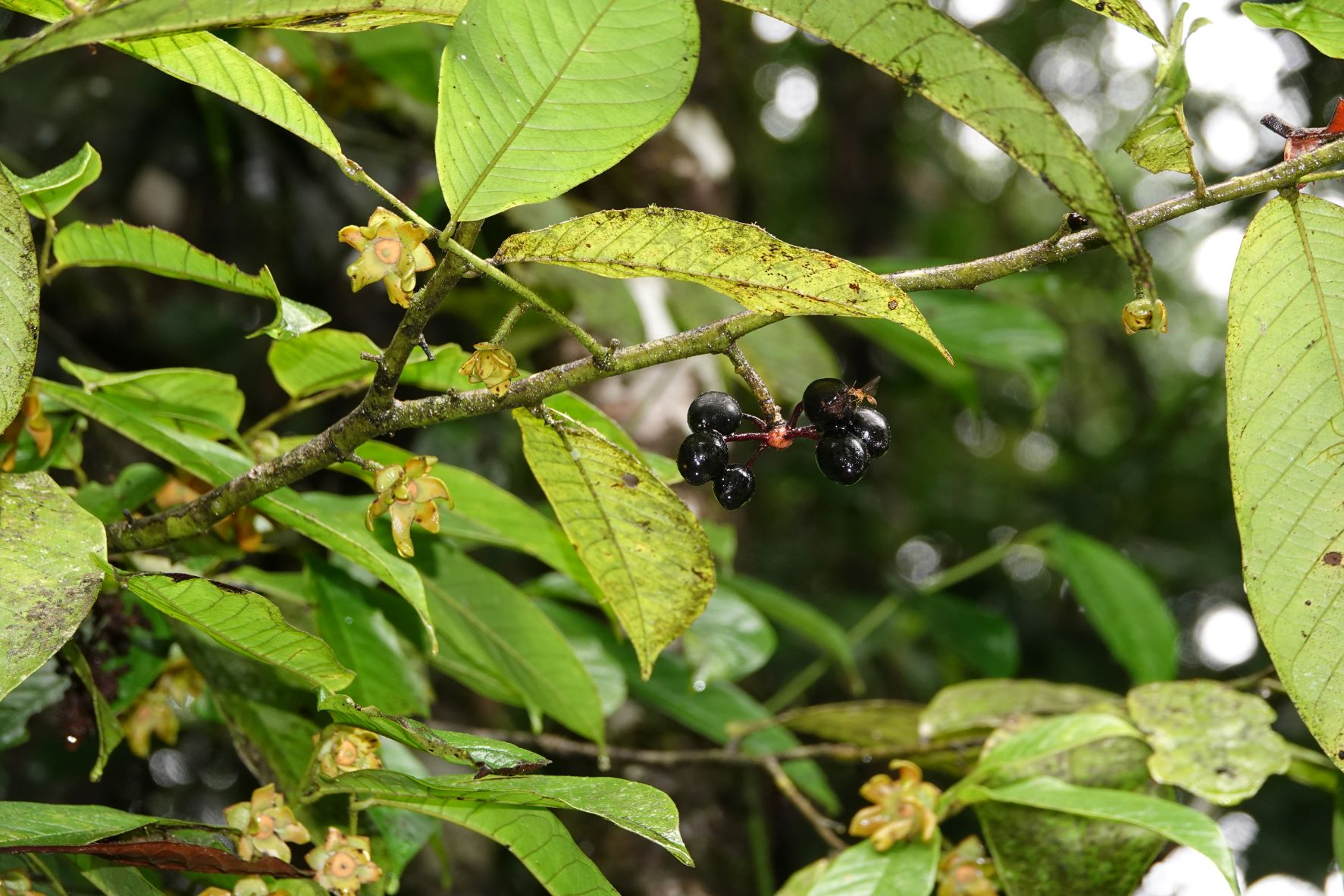
rameau fleuri et infrutescence de Guatteria ouregou